# Trabalho Assalariado e Capital
Trabalho assalariado e Capital ou Capital e trabalho (em alemão: Lohnarbeit und Kapital) é um texto de Karl Marx em que o autor descreve as relações de trabalho no interior da sociedade Capitalista.
Um dos aspectos enfatizados na discussão marxista sobre o trabalho e o assalariamento tem a ver com a construção da mais-valia, aquilo que subjuga os indivíduos à venda de sua força de trabalho,criando um excedente de retorno da produção, normalmente em valor financeiro, para o proprietário dos meios de produção. Normalmente, o que costuma falar sobre mais-valia está situado na ilustração das oito horas diárias de trabalho, onde temos o cálculo que as primeiras quatro horas corresponderiam ao tempo gerador da produtividade, e as quatro horas restantes seria justamente aquilo que gera o excedente produtivo, motivo de acumulação nas finanças do proprietário, seja esse industriário, dono de comércio, ou simplesmente alguém que contrata a mão-de-obra do trabalhador como força produtiva.
Para Karl Marx, o excedente seria não só um valor que não faz parte dos custos de produção mas também dum possível valor para a construção de um novo capital a ser investido em outras áreas ou a ser utilizado na expansão da produção.